# Boghicea
Boghicea is een Roemeense gemeente in het district Neamț.
Boghicea telt 2604 inwoners.